# Polskie Towarzystwo Nauk Ogrodniczych
Polskie Towarzystwo Nauk Ogrodniczych – stowarzyszenie naukowe skupiające osoby zawodowo lub tylko amatorsko związane z ogrodnictwem. Celem towarzystwa jest rozwijanie społecznej, naukowej, dydaktycznej i popularyzatorskiej aktywności członków we wszystkich dziedzinach nauk ogrodniczych, ze szczególnym uwzględnieniem sadownictwa, warzywnictwa, kwiaciarstwa, hodowli roślin, terenów zieleni i pszczelnictwa.
Polskie Towarzystwo Nauk Ogrodniczych (PTNO) zostało powołane w 1987 z inicjatywy Polskiej Akademii Nauk. Pierwszym prezesem Zarządu Głównego wybrany został Tadeusz Wojtaszek, wielki inicjator powstania Towarzystwa. Siedzibą Zarządu Głównego, od chwili powstania Towarzystwa, jest Wydział Ogrodniczy Wyższej Szkoły Rolniczej w Krakowie (obecnie Wydział Biotechnologii i Ogrodnictwa Uniwersytetu Rolniczego w Krakowie).
Polskie Towarzystwo Nauk Ogrodniczych obejmuje swoją działalnością całą Polskę poprzez osiem Oddziałów mających siedziby w instytucjach związanych z ogrodnictwem: Kraków, Lublin, Olsztyn, Poznań, Skierniewice, Szczecin, Warszawę i Wrocław. Towarzystwo wydaje m.in. regularne (obecnie kwartalnik) naukowe czasopismo ogrodnicze w języku angielskim – Folia Horticulturae.
Polskie Towarzystwo Nauk Ogrodniczych jest afiliowane przy Wydziale V Nauk Rolniczych i Leśnych Polskiej Akademii Nauk. Jest członkiem zbiorowym Międzynarodowego Towarzystwa Nauk Ogrodniczych (International Society for Horticultural Science).